# Конан Меріадок
Конан Меріадок (Кінан Меріадок; валл. Cynan Meiriadog; корн. Conan Meriadoc; помер в 395 році) — син правителя Евіаса Герайнта ап Ейнуда та небіж Ейдава Старого.

## Біографія
Конан розраховував успадкувати дядьковий трон Верховного короля бритів. Однак Ейдав  зволів залишити трон зятю, Магнію Максиму. Спочатку Конан був украй роздратований цим і, об'єднавшись з піктами, пішов на нього війною. Однак, здобувши перемогу, Магн Максим пробачив Конана і дав йому у володіння Арморику, де незабаром утворилася держава Арморика (можливо, навіть, що Конан був у поході на Рим разом з Магнієм Максимом). Воїни Конана відчували недолік в жінках, і тоді він вирішив укласти союз з Думнонією та одружився з Урсулою, дочкою Донольта. Вона повинна була прибути в Арморику з одинадцятьма тисячами служниць, призначених в дружини людям Конана. Однак побожна Урсула зажадала спочатку дозволити їй разом із служницями здійснити паломництво по Європі. Процесія відвідала Рим, де до них приєднався Конан, і папа Сирицій повінчав молодят. Потім паломниці попрямували до Кельну, обложеному гунами, де всі були нещадно винищені. Конан же ж повернувся в Думнонію, де придбав великий вплив після смерті тестя. Він вдруге одружився з ірландкою Дареркою, яка, за деякими відомостями, була сестрою Святого Патрика.
У 395 році Конан помер. У Думноніі став правити Гадеон, а в Армориці Градлон. Інші діти Конана обрали духовну кар'єру.

## Родина
Мав двох дружин одночасно - Святу Урсулу і Святу Дарерку, адже Християнство у ті часи дозволяло Багатоженство. Сином від Святої Урсули був Гадеон ап Конан. Від Святої Дарерки мав багато дітей.